# Jump Ultimate Stars
Jump Ultimate Stars ist ein Fighting Game für den Nintendo DS. Es erschien am 23. November 2006 exklusiv in Japan. Es ist der Nachfolger von Jump Super Stars, ebenfalls für den Nintendo DS und des für den Famicom erschienenen Titels Famicom Jump: Hero Retsuden und Famicom Jump II: Saikyō no Shichinin.
Im Spiel kann man verschiedene Charaktere aus verschiedenen Manga-Serien der Weekly Shōnen Jump gegeneinander antreten lassen, dabei hat der Spieler über 340 zur Auswahl. Auf dem oberen Display des DS wird der Kampf in einer 2D-Arena angezeigt, auf dem unteren Touchscreen können verschiedene Aktionen mittels Touchpen ausgeführt werden.
Das Spiel beinhaltet einen Online-Mehrspieler-Modus über die inzwischen eingestellte Nintendo Wi-Fi Connection, sowie eine Drahtlos-Übertragung, mit der bis zu vier Nintendo DS lokal verbunden werden kann.